# Little Boulder (rivière)
La rivière Little Boulder (en anglais : Little Boulder River) est un  cours d’eau de la région de Tasman de l’Île du Sud de la Nouvelle-Zélande.

## Géographie
Elle s’écoule à partir  de sa source située dans le Parc national de Kahurangi pour atteindre le fleuve Aorere au sud de la ville de Collingwood.